# Amerykański Yakuza
Amerykański Yakuza (ang. American Yakuza) – amerykański film sensacyjny z 1993 roku w reżyserii Franka Cappello.

## Opis fabuły
Tajny agent Nick Davis (Viggo Mortensen) ratuje życie szefowi yakuzy. Ten – wdzięczny za przysługę – przyjmuje go do gangu. Japończycy walczą z włoską mafią. Nick wkracza w świat przestępczy, poznając panujące tam zwyczaje i strukturę organizacji. Nikt nie podejrzewa, że jest agentem FBI.

## Obsada
- Viggo Mortensen jako Nick Davis / Davis Brandt
- Ryō Ishibashi jako Shuji Sawamoto
- Michael Nouri jako Dino Campanela
- Franklyn Ajaye jako Sam
- Yuji Okumoto jako Kazuo
- Anzu Lawson jako Yuko
- Robert Forster jako Littman
- Nicky Katt jako Vic
- James Taenaka jako Taka
- Toni Naples jako pani Campanela
- John Fujioka jako Isshin Tendo
- Saiko Isshiki jako Aya
- Fritz Mashimo jako Okazaki
- Joey Ciccone jako Rudy